# Fritz Streletz

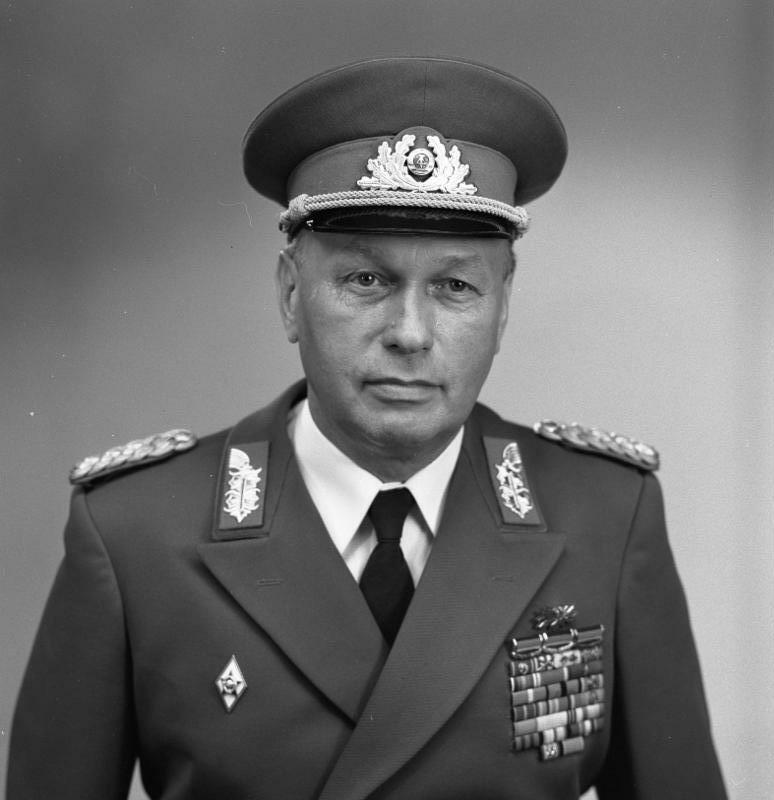
Fritz Streletz (1982)

Fritz Streletz (* 28. September 1926 in Friedrichsgrätz, Kreis Oppeln, Regierungsbezirk Oppeln, Provinz Oberschlesien; † 24. März 2025 in Oranienburg) war ein deutscher Berufsoffizier, zuletzt im Rang eines Generaloberst. Er war Stellvertreter des Ministers für Nationale Verteidigung der DDR, Chef des Hauptstabes der Nationalen Volksarmee und Sekretär des Nationalen Verteidigungsrates. Als Mitverantwortlicher für die Todesopfer an der Berliner Mauer wurde er wegen Totschlags zu einer Freiheitsstrafe von fünf Jahren und sechs Monaten verurteilt.

## Leben

### Ausbildung und Kriegsdienst
Fritz Streletz, Sohn eines Bergmanns besuchte von 1933 bis 1941 die Volksschule zunächst in Friedrichsgrätz und später in Eschenrode, Landkreis Gardelegen (Provinz Sachsen), in der Nähe von Helmstedt. Er absolvierte von 1941 bis 1943 die Unteroffiziervorschule in Deggendorf und diente seit 1944 bis 1945 als Unteroffizier in der Wehrmacht (Infanterie). Von Februar 1945 bis Oktober 1948 war Streletz in sowjetischer Kriegsgefangenschaft.

### Karriere in der DDR
Im Oktober 1948 trat er in die Deutsche Volkspolizei (DVP) ein, begann seinen Dienst als Kursant und Gruppenführer in der VP-Bereitschaft in Zerbst, schlug die Offizierslaufbahn ein und brachte es bis 1956 zum Oberst der Kasernierten Volkspolizei.
Ab 1948 war er Mitglied der SED. 1951/1952 absolvierte er einen Lehrgang für Regimentskommandeure in der UdSSR. Von 1959 bis 1961 studierte er an der Generalstabsakademie in der UdSSR, danach war er von 1961 bis 1964 Chef des Stabes im Militärbezirk III (Leipzig).
Streletz wurde 1964 zum Generalmajor ernannt und war von 1964 bis 1978 Stellvertreter des Chefs des Hauptstabes der NVA und Chef der operativen Verwaltung. 1969 erfolgte seine Beförderung zum Generalleutnant. Von 1971 bis 1989 war er als Nachfolger von Erich Honecker Sekretär des Nationalen Verteidigungsrates. Am 1. Januar 1979 wurde er zum Stellvertreter des Ministers für Nationale Verteidigung und Chef des Hauptstabes berufen und am 7. Oktober 1979 zum Generaloberst befördert.
Von 1979 bis zum 31. Dezember 1989 diente er auch als Stellvertreter des Oberkommandierenden der Streitkräfte des Warschauer Paktes.
Streletz gehörte von 1981 bis 1989 als Mitglied dem ZK der SED an. Er verteidigte die gewaltsame Abgrenzung der DDR gegenüber dem Westen noch bis ins hohe Alter.

### Verurteilung wegen Totschlags
Am 20. Mai 1991 wurde Streletz im Auftrag der Staatsanwaltschaft Berlin verhaftet. Er verbrachte daraufhin insgesamt 28 Monate in Untersuchungshaft in der Justizvollzugsanstalt Moabit und wurde erstmals am 2. Februar 1992 angeklagt. Der Prozess vor dem Landgericht Berlin begann am 12. November 1992. Streletz wurde vom Landgericht Berlin als Mitverantwortlicher des Grenzregimes an der Berliner Mauer in den Mauerschützenprozessen der Anstiftung zum Totschlag für schuldig befunden und am 16. September 1993 zu einer Freiheitsstrafe von fünf Jahren und sechs Monaten verurteilt. Die Revision der Staatsanwaltschaft führte zu einer Verurteilung durch den Bundesgerichtshof wegen Totschlags bei unverändertem Strafmaß. Im März 2001 wies der Europäische Gerichtshof für Menschenrechte die Beschwerde von Streletz zurück. Am 25. Oktober 1997 wurde er vorzeitig aus der Haft entlassen.

### Privates
Fritz Streletz lebte lange an seinem Dienstort in Strausberg, war verheiratet, hatte eine Tochter und einen Sohn. Seine Ehefrau Luise starb im Jahr 2013.
Fritz Streletz starb am 24. März 2025 nach langer, schwerer Krankheit im Alter von 98 Jahren in einem Pflegeheim in Oranienburg.

## Orden und Auszeichnungen

### Deutsche Demokratische Republik
- Karl-Marx-Orden
- Vaterländischer Verdienstorden in Bronze, Silber, Gold und Ehrenspange zu Gold
- Scharnhorst-Orden (zweimal verliehen)
- Kampforden „Für Verdienste um Volk und Vaterland“ in Bronze
- Held der Arbeit
- Verdienter Angehöriger der Nationalen Volksarmee
- Verdienter Volkspolizist der Deutschen Demokratischen Republik
- Verdienstmedaille der DDR
- Verdienstmedaille der Nationalen Volksarmee in Gold (viermal verliehen)
- Verdienstmedaille der Organe des Ministeriums des Innern in Gold
- Verdienstmedaille der Kampfgruppen der Arbeiterklasse in Gold
- Verdienstmedaille der Deutschen Reichsbahn Stufe III
- Ehrenzeichen der Deutschen Volkspolizei
- Medaille für vorbildlichen Grenzdienst
- Medaille der Waffenbrüderschaft in Gold (zweimal verliehen)
- Medaille 30. Jahrestag der Gründung der DDR
- Medaille für treue Dienste in der Nationalen Volksarmee in Bronze, Silber, Gold und Sonderstufe
- Medaille für treue Dienste in der Kasernierten Volkspolizei

### Übrige
- Rotbannerorden der UdSSR
- Orden der Völkerfreundschaft
- Orden der Wiedergeburt Polens 4. Klasse
- Orden Roter Stern ČSSR
- Orden für militärische Verdienste 1. Klasse der SFR Jugoslawien
- Rafidain-Orden 3. Klasse der Republik Irak
- Verdienstorden der Arabischen Republik 1. Klasse
- Polnische Medaille der Waffenbrüderschaft Volksrepublik Polen
- Medaille „Für die Festigung der Waffenbrüderschaft“ 2. Klasse ČSSR
- Medaille „Für die Festigung der Waffenbrüderschaft“ (Volksrepublik Bulgarien)
- Ungarische Medaille der Waffenbrüderschaft in Gold (Volksrepublik Ungarn)
- Medaille „30. Jahrestag des Sieges im Großen Vaterländischen Krieg 1941–1945“
- Medaille „60 Jahre Streitkräfte der UdSSR“
- Medaille „30. Jahrestag des Slowakischen Aufstandes“
- Medaille „30. Jahre Bulgarische Volksarmee“
- Medaille „50. Jahrestag der Mongolischen Volksarmee“

## Schriften
- mit Heinz Keßler: Die Verbrechen der NATO. Spotless-Verlag, Berlin 2000, ISBN 3-933544-29-7.
- mit Heinz Keßler: Ohne die Mauer hätte es Krieg gegeben. Zwei Zeitzeugen erinnern sich. Edition Ost, Berlin 2011, ISBN 978-3-360-01825-0.